# OLX
OLX és una empresa d'Internet amb base a Nova York, Buenos Aires, Moscou, Pequín i Bombai. La pàgina web d'OLX conté anuncis classificats gratuïts i generats pels mateixos usuaris. Aquests anuncis són d'arreu del món i estan ordenats per categories com ara immobiliària, vendes, serveis, comunitat i contactes.
L'empresa va ser fundada el mes de març del 2006 pels emprenedors d'Internet Fabrice Grinda i A.C.F. Oxenford. Fabrice havia fundat anteriorment Zingy, una empresa de tons per a mòbils que va vendre a For-Side per 80 milions de dòlars el mes de maig del 2004. A.C.F. Oxenford havia fundat anteriorment DeRemate Arxivat 2018-08-05 a Wayback Machine., una pàgina web de subhastes líder a l'Amèrica Llatina. DeRemate es va vendre a MercadoLibre.com, una filial d'eBay, el novembre del 2005.

## Abast geogràfic
L'abril del 2009, OLX estava disponible a 88 països i en 39 idiomes.
Els països on està present són Algèria, Argentina, Aruba, Austràlia, Àustria, Bahames, Belarús, Bèlgica, Belize, Bolívia, Brasil, Bulgària, Canadà, Xile, Xina, Colòmbia, Costa Rica, Croàcia, República Txeca, Dinamarca, Dominica, República Dominicana, Equador, Estònia, Finlàndia, França, Alemanya, Grècia, Grenada, Guatemala, Haití, Hondures, Hong Kong, Hongria, Índia, Indonèsia, Irlanda, Israel, Itàlia, Jamaica, Japó, Jordània, el Kazakhstan, Letònia, Liechtenstein, Lituània, Luxemburg, Malàisia, Mèxic, Mònaco, Marroc, Països Baixos, Nova Zelanda, Nicaragua, Noruega, Pakistan, Panamà, Paraguai, Perú, Filipines, Polònia, Portugal, Puerto Rico, Romania, Federació Russa, Sèrbia, Singapur, Eslovàquia, Eslovènia, Sud-àfrica, Corea del Sud, Espanya, Suècia, Suïssa, Taiwan, Tailàndia, Trinitat i Tobago, Tunísia, Turquia, illes Turks i Caicos, Ucraïna, Emirats Àrabs Units, Regne Unit, Estats Units, Uruguai, Veneçuela i el Vietnam.
Els idiomes d'OLX són bengalí, català, xinès tradicional, xinès simplificat, neerlandès, anglès, búlgar, croat, txec, danès, estonià, francès, alemany, grec, hebreu, hindi, hongarès, indonesi, italià, japonès, coreà, letó, lituà, noruec, polonès, portuguès, romanès, rus, serbi, eslovac, eslovè, castellà, suec, tagàlog, tailandès, turc, ucraïnès, urdú, vietnamita.